# Link Mobility Group
LINK Mobility Group AS – norweskie przedsiębiorstwo telekomunikacyjne, notowane na norweskiej giełdzie Oslo Børs. Specjalizuje się w dostarczaniu usług w zakresie marketingu SMS, wiadomości, powiadomień, metod autoryzacji danych, rozwiązań mobilnych oraz mobile data intelligence. Przychód LMG za 2016 r. wyniósł ok. 100 mln euro, a zysk EBITDA – ok. 12,7 mln euro.
W październiku 2017 grupa LINK Mobility przejęła za 16 mln euro polską spółkę ComVision, właściciela marki SMSAPI, platformy komunikacji mobilnej, która w 2017 wysłała ponad 960 mln SMS-ów od przedsiębiorstw do konsumentów (B2C).
Grupa posiada również biura w Szwecji, Danii, Norwegii, Niemczech, Hiszpanii, Bułgarii, Finlandii, Estonii, Łotwie, Francji, Szwajcarii, Austrii i Włoszech.